# اسرائیل فینکلشتاین
اسرائیل فینکلشتاین (عبری: Script/Hebrew‎؛ ۲۹ مارس ۱۹۴۹ – ) دانشمند در زمینه باستان‌شناسی اهل اسرائیل بود. او استاد در دانشگاه تل آویو بود.